# Las Guacamayas (paroisse civile)
Las Guacamayas est l'une des cinq paroisses civiles de la municipalité de José Félix Ribas, dans l'État d'Aragua au Venezuela. Sa capitale est Las Guacamayas, ou « Guacamaya ». Sa population s'élève à 7 663 habitants.

## Géographie

### Relief
La paroisse civile s'inscrit dans un relief accidenté, dominé par la une dépression plane où se trouve la capitale, entourée de monts dominés par les cerros Machango, Dos Caminos, Guamal, Guareima, le topo Zarate et l'alto Guacamaya.

### Démographie
Hormis sa capitale Las Guacamayas, la paroisse civile possède deux autres localités Dos Caminos au sud de la capitale et La Vuelta del Tubo au nord.

## Sources
- (es) Cet article est partiellement ou en totalité issu de l’article de Wikipédia en espagnol intitulé « Municipio José Félix Ribas (Aragua) » (voir la liste des auteurs).